# Henri Massal
Henri Massal (* 1. Mai 1921 in Montblanc (Hérault); † 11. August 2009 in Boujan-sur-Libron) war ein französischer Radrennfahrer.

## Sportliche Laufbahn
1944 wurde Massal Berufsfahrer im Radsportteam Mercier-Hutchinson. Er blieb bis 1952 als Radprofi aktiv. Sein erster bedeutender Sieg gelang ihm im Etappenrennen Circuit des six Provinces 1947, wobei er zwei Etappen gewann. 1949 siegte er im Grand Prix Midi Libre vor Marius Bonnet. Sein bedeutendster Erfolg als Profi war der Sieg auf der 12. Etappe der Tour de France 1947.
Die Tour de France bestritt er dreimal, 1947 wurde er 30., 1948 und 1949 schied er aus.